# 大和機工
大和機工株式会社（だいわきこう）は、愛知県大府市に本社を置く商社である。

## 概要
事業内容は、建設機械の製造・販売・修理・リースレンタルなどである 。
2020年（令和2年）、大府市より北山小学校前歩道橋および大府市防災学習センターのネーミングライツを取得し、それぞれの愛称をDAIWA北山小歩道橋、DAIWA防災学習センターとしている。

## 営業所
- 本社工場（愛知県大府市）
- 名古屋営業所（愛知県名古屋市中川区）
- 豊橋営業所（愛知県豊橋市）
- 岐阜営業所（岐阜県羽島郡笠松町）
- 三重営業所（三重県鈴鹿市）
- 豊田機材センター（愛知県豊田市）
- 静岡営業所（静岡県静岡市駿河区）
- 松本営業所（長野県松本市）
- 長野営業所（長野県東御市）
- 厚木出張所（神奈川県厚木市）
- SEOUL事務所（大韓民国ソウル市鐘路区）

## 関連会社
- 東海ニチユ株式会社
- 日の出クレーン株式会社
- 株式会社ダイワテクノ